# Protichneumon karenkoensis
Protichneumon karenkoensis är en stekelart som beskrevs av Tohru Uchida 1930. Protichneumon karenkoensis ingår i släktet Protichneumon och familjen brokparasitsteklar. Inga underarter finns listade i Catalogue of Life.